# Eris (trpasličí planeta)
(136199) Eris (symbol: ) je plutoid, patřící do rodiny transneptunických těles, pocházejících z Kuiperova pásu (skupina SDO), poprvé pozorovaný v roce 2003. Další pozorování 8. ledna 2005 umožnilo přesně stanovit jeho dráhu. Bylo zřejmé, že se jedná o velmi velké těleso, jehož průměr byl později upřesněn na 2326 ± 12 km. Proto bylo považováno dokonce za větší než Pluto. Vzhledem k tomu, že Pluto má podle současných znalostí průměr 2370 ± 20 km, je Eris momentálně druhé největší známé těleso v Kuiperově pásu, je však tělesem nejhmotnějším (asi o 27 % hmotnější než Pluto).
V létě 2005 bylo toto těleso objeviteli provizorně pojmenováno Xena (podle hlavní hrdinky stejnojmenného televizního seriálu). Na podzim 2005 oznámili objevitelé Xeny, že planetka má vlastní měsíc, který pracovně nazvali Gabrielle (podle další postavy televizního seriálu) a který dostal předběžné označení S/2005 (2003 UB313) 1.
Po diskusi na 26. valném shromáždění Mezinárodní astronomické unie (IAU) v Praze byla 24. srpna 2006 schválena nová definice planety. Na jejím základě bylo toto těleso spolu s Plutem a dalšími zařazeno do nové kategorie trpasličích planet. Katalogové číslo a definitivní jméno Eris bylo schváleno a publikováno nomenklaturní komisí IAU 13. září 2006. Průvodce dostal definitivní označení (136199) Eris I a název Dysnomia.
11. června 2008 zavedla Mezinárodní astronomická unie novou kategorii těles ve sluneční soustavě – plutoidy. Do ní byly Eris i Pluto zařazeny.

## Historie objevu
Astronomové Michael E. Brown z California Institute of Technology, Chadwick A. Trujillo z Gemini Observatory a David L. Rabinowitz z Yale University planetku poprvé vyfotili 21. října 2003 na Observatoři Palomar v Kalifornii za použití 1,2m dalekohledu SOT (Samuel Oschin Telescope), vybaveného CCD kamerou. Vzhledem k enormní vzdálenosti objektu od Země byl pohyb této planetky o magnitudě 18,8m tak pomalý, že se při prvotní analýze snímků zůstal nepovšimnut.
K idetifikaci objektu jako trpasličí planetky došlo až při zpětné analýze snímků 5. ledna 2005 a stanovení jeho přesné dráhy bylo možné až po nových pozorováních, uskutečněných 8. ledna až 10. ledna 2005 na observatoři Cerro Tololo dalekohledem SMARTS o průměru 1,3 m, na kterých se kromě objevitelů podílela ještě Suzanne W. Tourtellotte z Yale University. Prohlídka archívů ukázala, že nejstarší snímek tohoto objektu pořídili již 29. září 1989 na observatoři Siding Springs Schmidtovou komorou o průměru 1,2 m. Další archivní snímky z Mt. Palomar byly pořízeny v letech 2000, 2001 a 2002.
Objev mimořádné velikosti této planetky na základě zpřesněných údajů o její okamžité vzdálenosti od Země (přibližně 97 AU) byl ohlášen 29. července 2005. Ve stejný den byl ohlášen i objev dalších dvou planetek, což mohlo vést ke zmatkům ve zprávách.
Jednou z nich je planetka Haumea (původně označována jako 2003 EL61), o které se krátce spekulovalo, že by mohla být větší než Pluto, ale ukázalo se, že je jen o trochu větší než Sedna. Druhou je Makemake (původně 2005 FY9), pravděpodobně také o něco větší než Sedna.

## Vlastnosti

### Oběžná dráha
Eris obíhá po své oběžné dráze 557,15 let. Afélium má 97,6103 AU, perihélium pak 37,8079 AU. V roce 2008 je ve vzdálenosti 96,7 AU od Slunce, ke kterému se blíží po projití posledním aféliem v roce 1977. Perihéliem projde mezi lety 2256 a 2258.
Eris patří mezi objekty rozptýleného disku.

### Velikost
Skutečnou velikost se podařilo určit teprve v r. 2011 porovnáním snímků z různých teleskopů, ukazujících totožný hvězdný zákryt plutoidem Eris z listopadu 2010. Takto určený průměr je 2326 ± 12 km. Tato hodnota je nižší než dřívější odhady na základě jiných metod.
Pozorovaná jasnost objektů sluneční soustavy závisí na jejich velikosti, vzdálenosti a na množství světla, které odráží (tzv. albedo). Pokud tedy známe vzdálenost a albedo, lze snadno z hodnoty hvězdné velikosti tělesa odvodit jeho průměr, přičemž čím vyšší albedo, tím nižší průměr.
Dosud přesné albedo tělesa 2003 UB313 není známo, takže ani skutečná velikost nemůže být z jasnosti určena. Přesto astronomové spočítali, že i kdyby těleso odráželo všechno přijaté světlo (což odpovídá maximálnímu albedu 1,0), stále by bylo větší než Pluto. Ve skutečnosti albedo bude určitě nižší. Reálněji lze uvažovat, že pokud byl objekt tvořen převážně velmi čistým ledem a tedy velice jasný (albedo až 0,50), stále by měl průměr nejméně 3150 km. Pokud by byl velmi tmavý (albedo jen 0,05), pak by jeho průměr dokonce dosahoval hodnoty 9900 km. Zdá se však být prokázané, že jeho povrch je pokryt metanovým sněhem a je tedy velmi podobný povrchu Pluta. Pak by se jeho albedo mohlo pohybovat kolem hodnoty 0,3 a v takovém případě by nejpravděpodobnější hodnota jeho průměru byla asi 4000 km. Tomu však odporuje fakt, že Spitzerovým vesmírným dalekohledem  nebyl detekován, což dává horní limit průměru 3000 km a albedo nejméně 0,55.
Podle informací zveřejněných v časopisu Nature 2. února 2006 má objekt 2003 UB313 na základě měření tepelného vyzařování průměr 3000 ±300 ±100 km. První odchylka je způsobena metodou měření a druhá je kvůli neznámé orientaci a rychlosti rotace. Podle této rychlosti by totiž rovnovážná teplota povrchu se mohla pohybovat v širokém rozmezí mezi 23 až 27 K. Měření byla provedena na vlnové délce 1,2 mm (okraj infračerveného spektra), při které jasnost objektu závisí pouze na jeho teplotě a velikosti.
Podle výsledků měření z prosince 2005 Hubbleovým vesmírným dalekohledem (HST) zveřejněných v dubnu 2006 je velikost odhadována na 2400±100 km, tedy jen o málo více než průměr Pluta (2370 km). Albedo tělesa je proto odhadováno velmi vysoké, a to 0,86. Je možné, že se jedná o těleso s nejodrazivějším povrchem ve sluneční soustavě vůbec, s výjimkou měsíce Enceladus.
Vysoké odhady na základě infračervených měření by se daly vysvětlit tím, že v současné době je k nám planetka nakloněna svým pólem, což by mělo za následek značně vyšší rovnovážnou teplotu jejího povrchu. Se zahrnutím tohoto předpokladu by průměr vycházel z infračervených měření podstatně menší, kolem 2500 km.

### Chemické složení
Již první spektroskopická pozorování, uskutečněná v lednu 2005 8m dalekohledem GNT (Gemini North Telescope) na Havajských ostrovech, naznačovala, že povrch tohoto tělesa musí být pokryt ledy, tvořenými zkondenzovanými plyny a že se velmi podobá povrchu trpasličí planety Pluto a Neptunova měsíce Tritonu. Na rozdíl od těchto těles však nevykazuje tak načervenalou barvu, je více bílý a tedy i s vyšším albedem. Zatím nejpodrobnější spektroskopické studie, uskutečněné 4,2m dalekohledem WHT (William Herschel Telescope) na observatoři “El Roque de los Muchachos” nacházející se na ostrově La Palma (Španělsko) ve viditelné oblasti od 350 do 950 nm v říjnu 2005, potvrzují, že vrchní vrstvu tvoří tuhý metan, který však obsahuje značné množství pevného dusíku. Charakter spekter naznačuje, že hlubší vrstvy ledové pokrývky obsahují čistší metan, zatímco povrchové jsou více znečištěny pevným dusíkem. Souvisí to zřejmě s tím, že v průběhu posledních dvou století se planetka vzdalovala od Slunce k aféliu své dráhy a že tedy kondenzovaly i méně těkavé plyny, zejména právě dusík. Podobně těkavý oxid uhelnatý, objevený na Plutu, vzhledem k slabé intenzitě záření Eris a tedy obtížnějšímu vyhodnocování spekter nebyl potvrzen.
Podobně jako Pluto a ostatní velká transneptunická tělesa má i Eris, byť v menší míře, slabě načervenalou barvu, která se přisuzuje přítomnosti složitých organických látek (tholinů). Protože růst absorpce směrem ke krátkovlnné části spektra je u tohoto tělesa přibližně poloviční než u Pluta, je těchto látek zde zřejmě méně, což může souviset i s větší průměrnou vzdáleností Eris od Slunce, případně tholiny vznikající především v okolí perihelu, mohou být překryty silnou vrstvou později vzniklého metanového ledu.

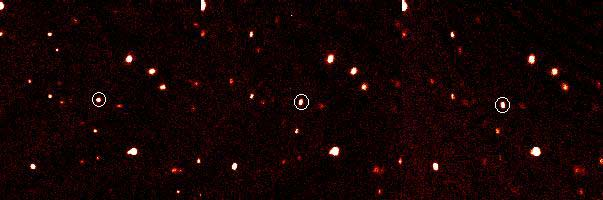
Tři snímky s odstupem 90 minut z 21. října 2003
Na těchto snímcích byla planetka identifikována až zpětně.

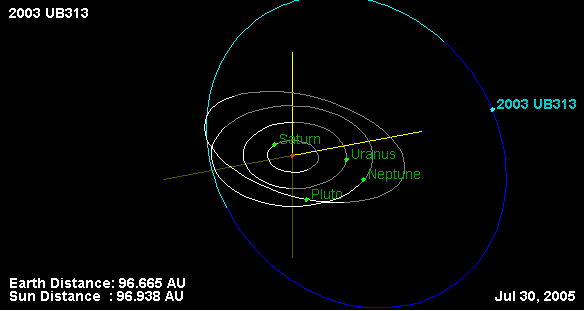
Pozice planetky 2003 UB_{313}
30. července 2005

## Měsíc Dysnomia
Dne 10. září 2005 nalezl M. Brown (California Institute of Technology) se spolupracovníky přibližně šedesátkrát méně jasného průvodce této planetky. Snímkování bylo provedeno v infračervené oblasti spektra (2,1 μm) kamerou NIRC2 (Near Infra Red Camera 2) spřaženou s nově testovaným systémem adaptivní optiky LGS AO (Laser Guide Star Adaptive Optics) na dalekohledu Keck II observatoře Keck Observatory na Mauna Kea na Havajských ostrovech.
Měsíc dostal předběžné označení S/2005 (2003 UB313) 1 a pracovní jméno Gabrielle, podle průvodkyně princezny Xeny. Definitivně byl označen jako Dysnomia.
Rovníkový průměr měsíce je odhadován na 250 km. Oběžná dráha je přibližně kruhová se vzdáleností od centra Eris 37 350 ± 140 km a doba jednoho oběhu byla určena na 15,774 ± 0,002 dne.

## Původ a význam jmen
Vlastní trpasličí planetka Eris je pojmenována podle stejnojmenné řecké bohyně, která je personifikací sváru. Její měsíc Dysnomia je nazván podle její dcery, bohyně anarchie. Obě jména zřejmě odrážejí názor objevitelů, že kvůli nim došlo k bouřlivým diskusím ohledně pojmu planeta, který způsobil mnoho pří v astronomické i neastronomické veřejnosti.